# Rajon Schmerynka
Der Rajon Schmerynka (ukrainisch Жмеринський район Schmerynskyj rajon; russisch Жмеринский район Schmerinski rajon) ist ein ukrainischer Rajon mit etwa 150.000 Einwohnern. Er liegt in der Oblast Winnyzja und hat eine Fläche von 3136 km², der Verwaltungssitz befindet sich in der namensgebenden Stadt Schmerynka.

## Geographie
Der Rajon liegt im Westen der Oblast Winnyzja und grenzt im Norden und Osten an den Rajon Winnyzja, im Südosten an den Rajon Tultschyn, im Süden an den Rajon Mohyliw-Podilskyj, im Südwesten an den Rajon Kamjanez-Podilskyj (in der Oblast Chmelnyzkyj gelegen) sowie im Westen und Nordwesten an den Rajon Chmelnyzkyj (Oblast Chmelnyzkyj).

## Geschichte
Der Rajon wurde am 7. März 1923 gegründet. Am 17. Juli 2020 kam es im Zuge einer großen Rajonsreform zur Auflösung des alten Rajons und einer Neugründung unter Vergrößerung des Rajonsgebietes um die Rajone Bar und Scharhorod sowie der bis dahin unter Oblastverwaltung stehenden Stadt Schmerynka.

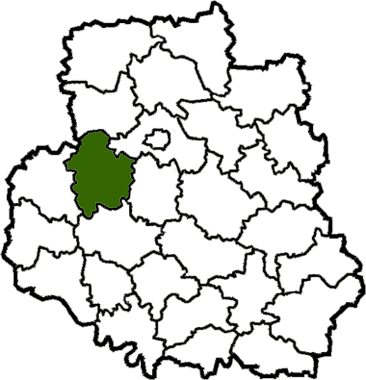
Rajon Schmerynka bis Juli 2020
Rajonsgebiet ab Juli 2020

## Administrative Gliederung
Auf kommunaler Ebene ist der Rajon in 8 Hromadas (3 Stadtgemeinden, 1 Siedlungsgemeinde und 4 Landgemeinden) unterteilt, denen jeweils einzelne Ortschaften untergeordnet sind.
Zum Verwaltungsgebiet gehören:
- 3 Städte
- 2 Siedlungen städtischen Typs
- 190 Dörfer
- 21 Ansiedlungen

Die Hromadas sind im Einzelnen:
- Stadtgemeinde Schmerynka
- Stadtgemeinde Bar
- Stadtgemeinde Scharhorod
- Siedlungsgemeinde Kopajhorod
- Landgemeinde Dschuryn
- Landgemeinde Murafa
- Landgemeinde Seweryniwka
- Landgemeinde Stanislawtschyk